# Дислокация (военное дело)

Дислокация баз Северного флота ВМФ ВС России, неофициальные условные знаки.

Дислокация (фр. dislocation) — расположение войск (сил) на постое, в стране или местности, размещение (расквартирование, квартирование) (главным образом в мирное время) вооружённых сил: частей, соединений (бригада, дивизия, корпус), военных учреждений сухопутных войск в отведённых для них местах на территории государства и страны и за её пределами (в населённых пунктах, специальных военных городках, лагерях, походных лагерях); распределение частей, соединений ВВС по аэродромам базирования (авиационным базам), кораблей ВМФ по портам и военно-морским базам. 
Также дислокацией может называться расположение войск (формирований) противников перед крупными сражениями.

## История
С развитием военного дела в мире, особенно с созданием регулярных войск и сил (вооружённых сил) возникла и потребность в размещении формирований войск и сил в определённых местах, с соблюдением определённых условий исходя из стратегического, оперативного или тактического характера.
Дислокация формирований (В.ч., соединений и так далее) предусматривает их размещение в соответствующими с требованиями стратегического, оперативного или тактического характера, как то:
- прикрытие города (местности и так далее) со стороны направления наступления исторических главных врагов;
- вблизи дорожных путей (железнодорожной станции, порт, и так далее, для снабжения материальными средствами (МС), быстрая возможность передислокации и так далее);
- вблизи источников питьевой воды (река, озеро и так далее, для готовки пищи, пойки и помывка конского состава)
- и так далее.

В РККА ВС Союза ССР существовал Отдел дислокации войск Организационного управления Генерального штаба Красной Армии.
В современных средствах массовой коммуникации дислокация может некоторыми называться:
- пункт постоянной дислокации — место дислокации формирования на постоянной основе, ранее постоянная квартира[4] (были зимние и летние);
- штаб-квартира — место дислокации штаба формирования;
- военный городок — место дислокации формирования;
- военная база — обособленное место постоянной или временной дислокации подразделений, частей и соединений, в большинстве случаев подразумевающее, помимо жилых построек и корпусов, объекты и складские помещения для хранения, ремонта, обслуживания вооружений и военной техники и иные сооружения военного характера (военно-морская база — ВМБ, авиационная база — АБ, ракетная база — РБ, и так далее);
- пункт базирования;
- казарма (плавказарма);
- и так далее.

## Дислокация из ЭСБЕ
В ЭСБЕ, Дислокация — расписание квартирного расположения частей войск, квартирное расписание войск. Нормальной дислокацией войск у нас называется Высочайше утверждённое расписание войск по местам расположения на постоянных квартирах. Изменения в нормальной дислокации войск могут делаться только с Высочайшего разрешения; но батальоны, роты, эскадроны и батареи могут быть перемещаемы в районе своих полков и артиллерийских бригад властью командира корпуса, а роты одного и того же батальона, не выходя из его района, — властью начальника дивизии.
Если дислокация войск нанесена условными знаками на карту, то последняя называется дислокационной или квартирной.